# Tarache parana
Tarache parana is een vlinder uit de familie van de uilen (Noctuidae). De wetenschappelijke naam van de soort is voor het eerst geldig gepubliceerd in 1921 door Jones.
De soort komt voor in Brazilië.